# Зильберман, Михаил Анатольевич
Михаи́л Анато́льевич Зильберма́н (25 июля 1952, Москва — 16 октября 2020, Тель-Авив) — советский и российский кинопродюсер.

## Биография
Михаил Зильберман родился 25 июля 1952 года в Москве. В 1974 году окончил Московский институт электронного машиностроения, в 1979 году — курсы организаторов кинопроизводства при Госкино СССР. Работал на киностудии им. Горького: администратором, директором картин. В 1986 году возглавил творческое объединение «Контакт» киностудии им. Горького, в 1988 году — российско-шведскую кинокомпанию «СТАРЛАЙТ». 
В 1997—2004 годах работал в «НТВ-ПРОФИТ». С 2004 года работал в кинокомпании «ПРОФИТ» и являлся генеральным директором кинокомпании «ФИЛЬМ-ПРО».
Продюсер телепрограммы «Кино в деталях» (2004—2005, СТС).
Скончался 16 октября 2020 года после продолжительной болезни.

## Фильмография
Как продюсер:
- 1987 — Дом с привидениями (СССР)
- 1990 — Сестрички Либерти (СССР)
- 1997 — Маленькая принцесса (Россия)
- 1998 — Две луны, три солнца (Россия/Украина)
- 1998 — Хочу в тюрьму (Россия)
- 1999 — Затворник (Россия)
- 2000 — Приходи на меня посмотреть (Россия)
- 2000 — Русский бунт (Россия/Франция)
- 2001 — Подари мне лунный свет (Россия)
- 2002 — Радости и печали маленького лорда (Россия)
- 2003 — Кавалеры Морской звезды (телевизионный, сериал, Россия)
- 2004 — Водитель для Веры (Россия/Украина)
- 2004 — Операция «Эники-Беники» (Россия)
- 2004 — Папа (Россия)
- 2005 — Громовы (телевизионный, сериал, Россия)
- 2008 — Пыль времени
- 2012 — Полосатое счастье (сериал)
- 2014 — Янковский

Как актёр:
- 1968 — Мужской разговор — Оська Беленький

## Награды и номинации
- Сестрички Либерти (1990):

- Фестиваль «Кинотавр» — Приз «Перспектива» жюри Гильдии критиков в конкурсе «Кино для всех»

- Русский бунт (2000):

- «Берлинский кинофестиваль» — «Золотой медведь» (номинация)
- Фестиваль «Кинотавр» — Специальный приз жюри

- Приходи на меня посмотреть (2000):

- Диплом жюри МКФ «goEast-2001» (Висбаден)

- Радости и печали маленького лорда (2003)

- Фестиваль «Кинотавр» — главный приз «Золотая роза» (номинация)

- Водитель для Веры (2004):

- «Жорж» — Лучший отечественный фильм
- «Золотой орёл» — Лучший игровой фильм (номинация)
- Фестиваль «Кинотавр» — главный приз «Золотая роза»
- Кинофестиваль в Карловых Варах — «Хрустальный глобус» (номинация)
- «Ника» — «Лучший игровой фильм» (номинация)

- Папа (2004):

- «Золотой орёл» — Лучший игровой фильм (номинация)
- «Жорж» — Лучший отечественный фильм (номинация)
- ММКФ — Приз зрительских симпатий
- ММКФ — Приз за лучший фильм — Золотой «Святой Георгий» (номинация)

- Янковский (2015)

- «Золотой орёл» — Лучший неигровой фильм